# Link 16

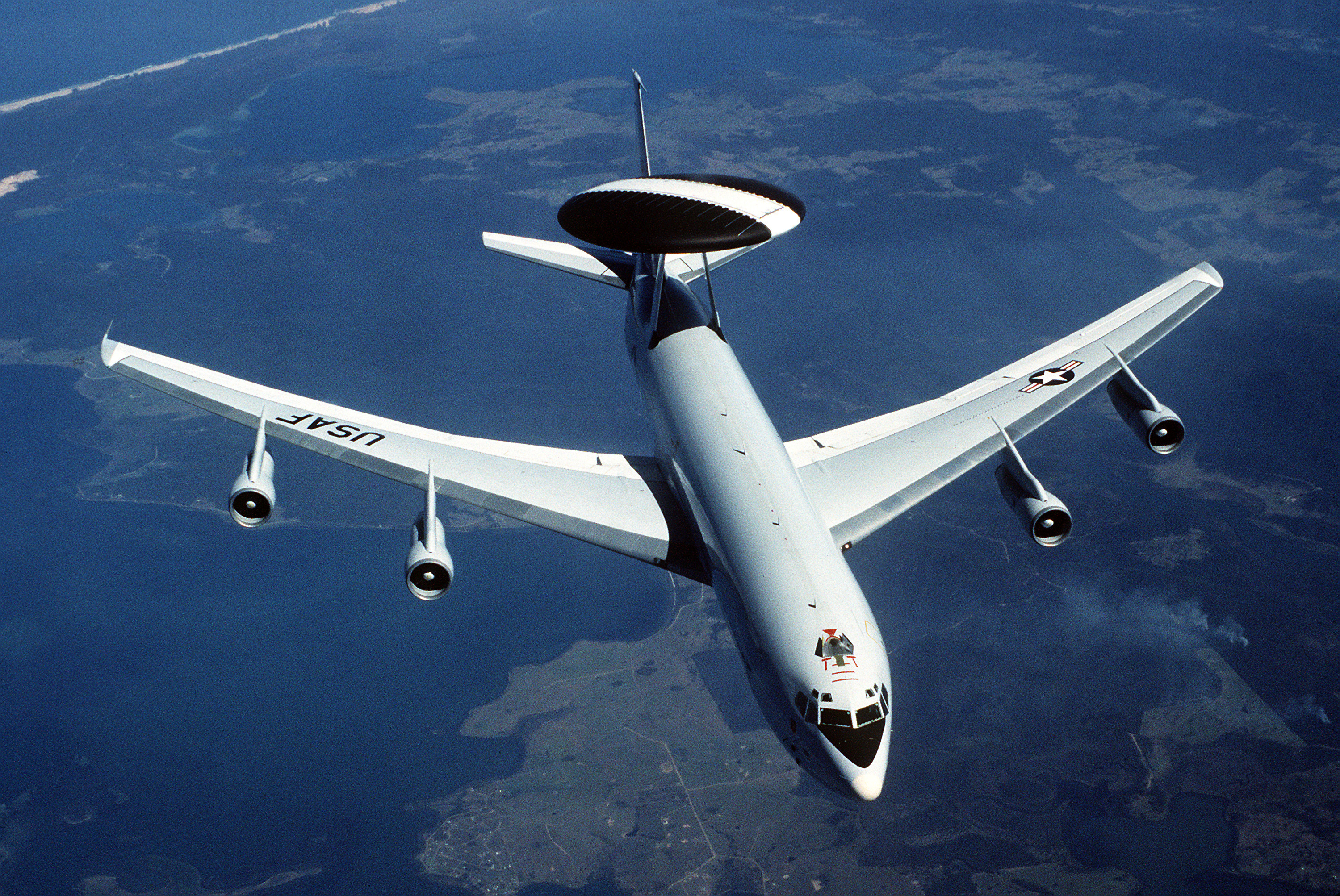
AWACS

Link 16 je vojenský taktický datalink používaný NATO a spřátelenými zeměmi ke sdílení informací z informačních systémů velení a řízení mezi všemi druhy sil, převážně pak mezi námořními a vzdušnými a to prostřednictvím terminálů MIDS.
Pomocí tohoto datalinku je možné přenášet taktický obraz situace na bojišti, včetně rozpoznání vlastních a nepřátelských jednotek, dále pak textové zprávy, obrázky a hlasovou komunikaci. Vzhledem k zobrazení taktické situace je tento datalink schopný zobrazovat i povely řídících jednotek k palbě a v malém provedení se terminály dají umístit i na balistické zbraně dlouhého doletu. Komunikace probíhá nejen na taktické úrovni mezi jednotlivými prvky na bojišti, ale také mezi C2 jednotkami velení a řízení, popřípadě letounem AWACS.
Největšími výhodami při používání tohoto datalinku je jeho odolnost proti rušení, vzdálenost, na kterou ho lze vysílat/přijímat a dále pak bezpečnost proti odposlechu při poměrně malých výkonech terminálů MIDS. Tato odolnost je zajištěna velkým počtem frekvenčních skoků v rámci pásma ve kterém terminály fungují a v neposlední řadě také díky kryptografickému šifrování přenášených informací. Nevýhodou je potom nutná přímá viditelnost mezi anténami jednotlivých účastníků a to do maximální vzdálenosti 300 námořních mil. Díky časové synchronizaci a stejnému klíčovému materiálu nahranému v kryptografických prostředcích teminálů jsou pak jednotlivé skoky mezi frekvencemi na všech terminálech stejné.
Informace Link 16 jsou zakódovány ve zprávách řady J, což jsou binární datová slova s jasně definovanými významy. Tato datová slova jsou seskupena do funkčních oblastí a přidělena do skupin účastníků sítě (NPG), takže každý účastník v této síti má jasně nadefinováno jaké zprávy bude od koho přijímat a jaké bude sám komu posílat.

## Technické provedení
Celé zapojení se skládá z antény, která musí mít přímý výhled na všechny antény ostatních účastníků v síti, rádia v podobě MIDS terminálů a informačního systému velení a řízení, jež zpracovává data přenášená pomocí tohoto datalinku. Terminály fungují ve frekvenčním rozsahu od 960 MHz do 1215 MHz, přičemž po modernizaci MIDS terminálů byly vyloučeny frekvence 1030/1090 MHz a to z důvodu používání těchto frekvencí pro účely řízení letového provozu, konkrétně identifikaci jednotlivých letounů.

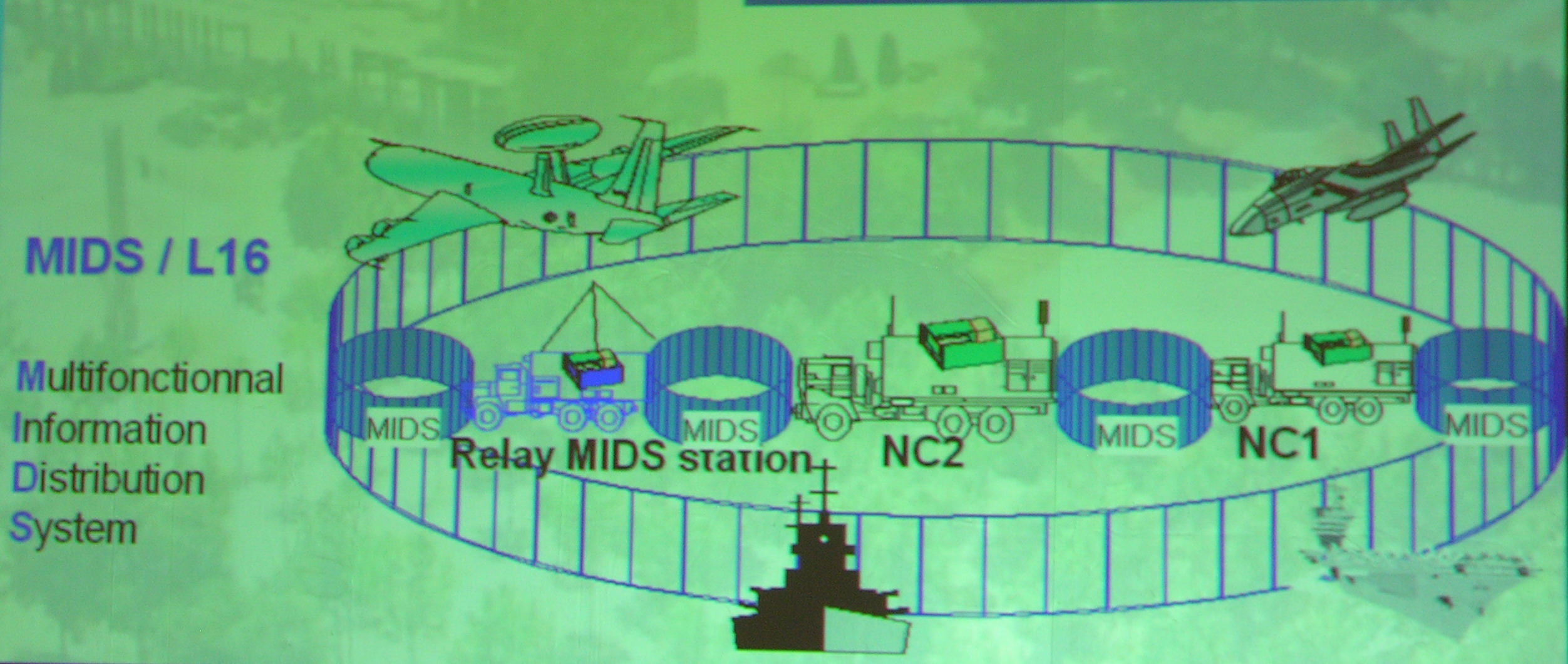
Link 16

V současné době je možné data přenášet na i větší vzdálenosti pomocí TCP/IP a tzv. Protokolu JREAP-C, kdy se nevyužívá přenos vzduchem mezi anténami, ale transportní datová kabelová síť. Díky tomu je možné propojit účastníky jedné sítě na větší vzdálenosti a není potřeba rádiových terminálů MIDS, jelikož data přenášená protokolem JREAP-C mohou být přímo zpracována moderními systémy velení a řízení.

## MIDS terminál
V současné době jsou používané terminály MIDS LVT a modernější JTRS. Následující tabulka nám ukazuje rozdíly mezi jednotlivými variantami terminálů LVT. Terminály JTRS pak mají více funkcí, ale tyto funkce nejsou společné pro všechny členy NATO, takže největší rozdíl oproti terminálům LVT je pak lepší kryptografický prostředek a více používaných rádiových kanálů pro přenos informací.
| Typ terminálu | Specifikace  | Specifikace | Specifikace            | Funkce       | Funkce | Funkce | Rozhraní | Rozhraní | Rozhraní         |
| Typ terminálu | Rozměry [cm] | Váha [kg]   | Maximální výkon [Watt] | Link-16 IJMS | Hlas   | TACAN  | 1553     | X.25     | Ethernet         |
| ------------- | ------------ | ----------- | ---------------------- | ------------ | ------ | ------ | -------- | -------- | ---------------- |
| MIDS-LVT(3)   | 34×19×19     | 16.8        | 50                     | ANO          | NE     | NE     | ANO      | NE       | NE               |
| MIDS-LVT(1)   | 34×19×19     | 22.2        | 200                    | ANO          | ANO    | ANO    | ANO      | NE       | ANO(Platforma D) |
| MIDS-LVT(4)   | 34×19×19     | 22.2        | 200                    | ANO          | ANO    | NE     | ANO      | NE       | ANO(Platforma D) |
| MIDS-LVT(5)   | 34×19×19     | 22.2        | 200                    | ANO          | ANO    | NE     | ANO      | NE       | ANO(Platforma D) |
| MIDS-LVT(6)   | 34×19×19     | 22.2        | 200                    | ANO          | NE     | ANO    | ANO      | NE       | ANO(Platforma D) |
| MIDS-LVT(7)   | 34×19×19     | 22.2        | 200                    | ANO          | NE     | NE     | ANO      | NE       | ANO(Platforma D) |
| MIDS-LVT(2)   | 34×19×19     | 17.4        | 200                    | ANO          | NE     | NE     | NE       | ANO      | ANO(Platforma J) |
| MIDS-LVT(11)  | 34×19×19     | 17.4        | 200                    | ANO          | ANO    | NE     | NE       | ANO      | ANO(Platforma J) |

## J zprávy Linku 16
Nejdůležitějšími zprávami posílanými v rámci sítě Link 16 jsou:
- Management sítě(J0 and J1 série)
  - J0.0 Inicializace
  - J0.1 Test
  - J0.2 Aktualizace času sítě
  - J0.3 Přidělení časového slotu
  - J0.4 Ovládaní rádiového relé
  - J0.5 Přeposílací relé
  - J0.6 Ovládání komunikace
  - J0.7 Přerozdělení časového slotu
  - J1.0 Interrogace spojení
  - J1.1 Stav spojení
  - J1.2 Stanovení trasy
  - J1.3 Potvrzení
  - J1.4 Stav komunikace
  - J1.5 Inicializace řízení sítě
  - J1.6 Přiřazení účastnické skupiny
- PPLI neboli Přesná poloha a identifikace účastníka (NPG 5 and 6):
  - J2.2 Vzdušná
  - J2.3 Vodní
  - J2.4 Podvodní
  - J2.5 Pozemní bod
  - J2.6 Pozemní stopa
- Přehled
  - J3.2 Vzdušný track
  - J3.3 Vodní track
  - J3.4 Podvodní track
  - J3.5 Pozemní track
  - J3.6 Vesmírný track
  - J3.7 Zdroj elektronického boje

- Text
  - J28.2 Textová zpráva[5]

## Skupiny pro účast v síti
Nejdůležitějšími skupinami jsou:
- Vstup do sítě (NPG1)
- Přehled (NPG 7)
- Řízení (řízení mise/koordinace zbraní) (NPG 8)
- Ovládání letounu, vzdušné řízení (NPG 9)
- Elektronický boj (NPG 10)
- Snímky (NPG 11)
- Hlas (NPG 12 a 13)[6]